# Himno del estado Miranda
El Himno del estado Miranda es el himno oficial del estado venezolano de Miranda. Fue adoptado por el gobierno estatal el 22 de diciembre de 1909. Fue compuesto por Germán Lira con letra de Jacinto Áñez.

## Letra
Himno del estado Miranda

— Coro —

Gloria al héroe inmortal que            destaca
su bizarra figura de la historia

del cenit a la negra Carraca

como pródiga fuente de gloria.

— I —

Cruza el suelo infecundo

donde fuerzas arteras

arrebatan al mundo

su don de libertad;

no respeta fronteras

en los pueblos que gimen;

ante el odio y el crimen

su deber es luchar.
 (bis)

— II —

Si España le fulmina

detrás de sus altares

Inglaterra ilumina

su sendero inmortal;

desprecia de los zares

la codicia ofrenda

porque falta a su tienda

la dulce libertad.

— III —

Francia le abre sus brazos

despedazado el pecho,

porque a duros zarpazos

un trono derrumbó;

y el humano derecho

al erguirse triunfante

vio el esfuerzo pujante

de Miranda en acción.